# Funeral de Ricardo III de Inglaterra
El funeral del rey Ricardo III de Inglaterra (1452 — 1485), y último monarca de la casa de York, se realizó el jueves 26 de marzo de 2015 en la catedral anglicana de la ciudad de Leicester. Sus restos fueron hallados y estudiados, y sus exequias finales se realizaron con honores casi de Estado en Leicester.

## Antecedentes
El rey Ricardo III había fallecido en 1485 tras haber caído en combate en la guerra de las Dos Rosas, entre partidarios de la casa de Lancaster y la casa de York, y su muerte condujo al comienzo de la dinastía Tudor.
En 1703, los reinos de Inglaterra y Escocia se unificaron, dando luz al Reino Unido.
El continuo interés por Ricardo III ha sido la idea de fábulas sobre su tumba. En 1612, decían saber dónde estaba puntualmente su tumba, incluso indicaban el camino hasta esta. Sin embargo, al mismo tiempo corrían historias inverosímiles sobre los huesos de Ricardo, según las cuales habían sido desenterrados y lanzados al río Soar. Otras fábulas afirmaban que su ataúd se había utilizado como abrevadero.
La imagen de Ricardo fue protagonista de una obra teatral de William Shakespeare. Esta obra fue la última de las cuatro obras de teatro de la tetralogía de Shakespeare sobre la historia de Inglaterra.
Tuvieron que pasar 527 años para que se hallaran los restos del rey Ricardo.
El hecho sucedió en 2012 bajo un estacionamiento municipal en Leicester. Desde entonces, se realizaron múltiples análisis e investigaciones y paso a paso fue comprobándose la identidad del difunto, el rey Ricardo III de Inglaterra. Terminados los estudios, su nuevo funeral fue programado para el 26 de marzo de 2015.

## Organización

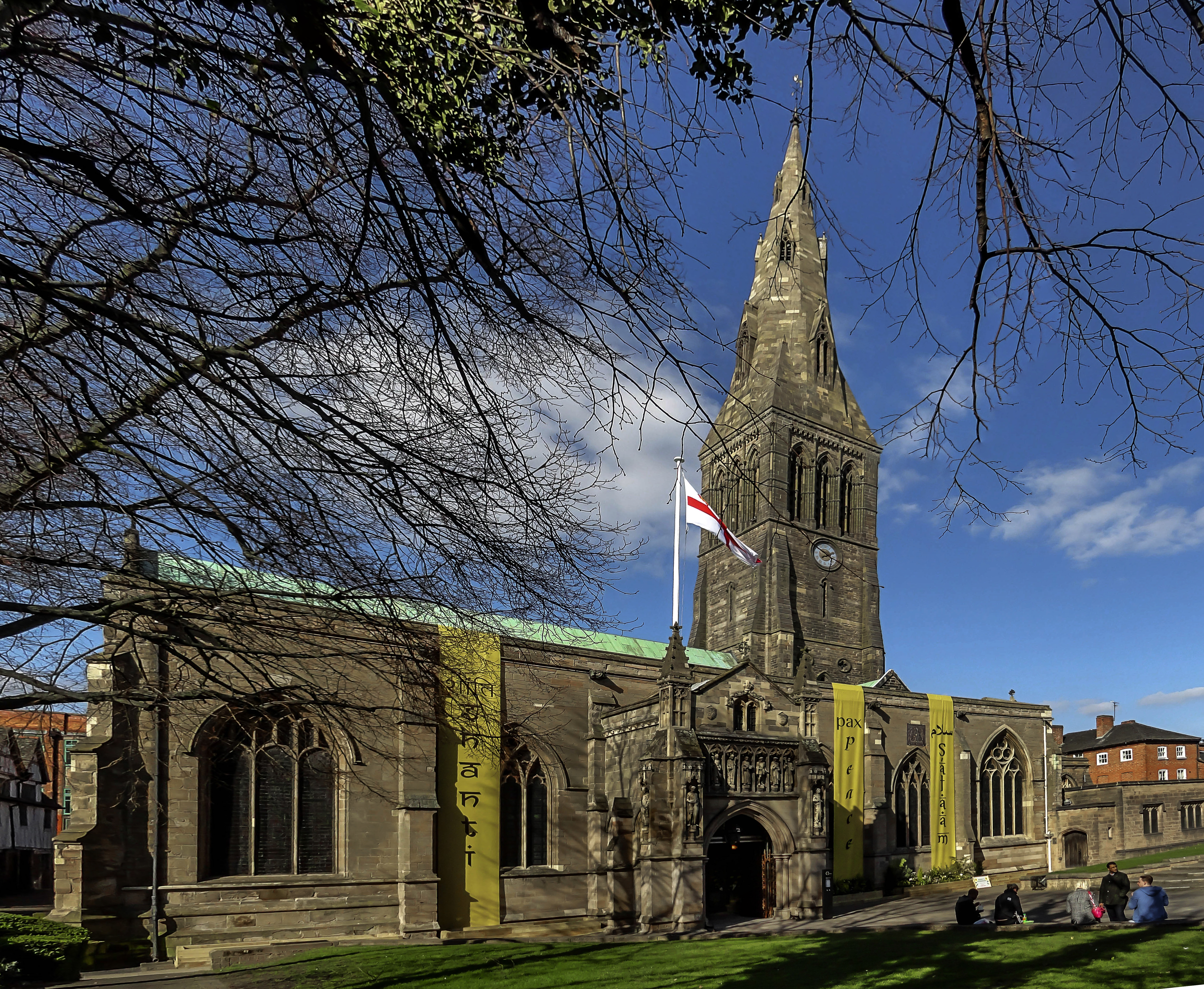
La catedral de Leicister.

«Fue un rey que vivió en tiempos turbulentos y cuya fe cristiana le sustentó», recordó la reina Isabel II del Reino Unido, reconociendo a la ceremonia como un evento de gran resonancia nacional e internacional. Su nuera, la condesa Sofía de Wessex, esposa de su hijo el conde Eduardo de Wessex, asistió en nombre de la soberana, al igual que su primo, el duque Ricardo de Gloucester, patrón de la Sociedad Ricardo III y otro pariente del difunto rey.
Los eventos para el funeral ya habían comenzado días antes. Miles de personas en Leicester estuvieron en el recorrido del carruaje de caballos que, a lo largo de más de cinco horas, desfiló por los lugares más emblemáticos asociados a la figura de Ricardo III portando un sencillo féretro de roble. El cortejo fúnebre partió desde la Universidad de Leicester y allí se celebró la primera ceremonia de la jornada, a la que también asistieron miembros de la Sociedad de Ricardo III.
El actor británico Benedict Cumberbatch, emparentado con Ricardo III, leyó un poema escrito en su honor. Ricardo III no tuvo hijos, por lo que todos sus descendientes lo son por parte de su hermana Ana de York. El funeral, presidido por el arzobispo Justin Welby de Canterbury, el líder espiritual de la Iglesia de Inglaterra, concluyó con la interpretación del himno nacional God save the king, por el coro de la catedral.